# Катастрофа Іл-76 у Малі (2023)
23 вересня 2023 року російський військово-транспортний літак Іл-76 розбився при заході на посадку в міжнародному аеропорту Гао в африканській країні Малі. Повітряне судно виїхало за межі злітно-посадкової смуги. В катастрофі загинуло до 140 осіб.

## Літак
Це судно було літаком стратегічного призначення Іл-76. Журналісти висунули припущення, що літак діяв від імені місії ООН MINUSMA, але ООН спростувала ці здогадки в заяві для Frankfurter Allgemeine Zeitung.
Журналісти спершу заявили, що літаком керувала або білоруська авіакомпанія Rubystar Airways, або представники армії Малі, або російської Вагнер. Згодом журналісти писали, що літак експлуатувався ВПС Малі з реєстрацією TZ-98T.
Літак прибув з Мінська напередодні та мав вилетіти до Стамбулу.

## Катастрофа
Літак виїхав на 2500 метрів за межі злітно-посадкової смугу на летовищі Гао після приземлення.Після чого розламався на кілька частин і загорівся.
Скільки пасажирів було на борту, достеменно невідомоне, за припущеннями журналістів їх було 140 осіб, із них 7 членів екіпажу. У катастрофі загинули російський пілот та малийський підполковник.

## ПВК Вагнер
Літак був пов'язаний з ПВК Вагнер і перевозив малійських солдатів та членів ПВК . Є припущення, що літак раніше належав групі Вагнера, а потім був переданий ВПС Малі за тиждень до катастрофи.